# Кубок Палестини з футболу 2017—2018
Кубок Палестини 2017—2018 — 4-й розіграш кубкового футбольного турніру у Палестині за новим форматом. Титул вперше здобув клуб Гіляль Аль-Кудс.

Кубок складається із двох окремих турнірів, Кубка Сектора Гази та Кубка Західного берега. Переможці цих турнірів у двоматчевому протистоянні виборюють Кубок Палестини.

## Фінал
У фіналі брали участь переможець Кубка Сектора Гази 2017-18 Шабаб Хаб Юнес та переможець Кубка Західного берега 2017-18 Гіляль Аль-Кудс.
| Команда 1         | Заг. | Команда 2       | 1-й матч | 2-й матч |
| ----------------- | ---- | --------------- | -------- | -------- |
| 20/23 червня 2018 |      |                 |          |          |
| Шабаб Хаб Юнес    | 4:7  | Гіляль Аль-Кудс | 3:2      | 1:5      |

### Перший матч
| 20 червня 2018 17:00 (EEST) |

| Шабаб Хаб Юнес                          | 3:2      | Гіляль Аль-Кудс      |
| --------------------------------------- | -------- | -------------------- |
| Абу Шекаїр 46' Шекшек 53' Абу Мосса 89' | Протокол | Абуїд 45' Даббаг 89' |

| Палестина, Газа Арбітр: Самех Аль-Кассас |

### Повторний матч
| 23 червня 2018 18:00 (EEST) |

| Гіляль Аль-Кудс                              | 5:1      | Шабаб Хаб Юнес |
| -------------------------------------------- | -------- | -------------- |
| Даббаг 1', 12' Ямін 45' Сеям 59' (пен.), 91' | Протокол | Абу Шекаїр 55' |

| Файсал Аль-Хуссеїні, Аль-Рам Арбітр: Бараа Абу Асхех |